# 凤凰城影评人协会
凤凰城影评人协会（英語：Phoenix Film Critics Society）是美国亚利桑那州凤凰城的影评人协会，2000年第一次颁奖。

## 分类
主要奖项分类有：
- 最佳男主角
- 最佳女主角
- 最佳改编剧本
- 最佳动画片
- 年度突破
- 年度突破导演
- 最佳摄影
- 最佳服装设计
- 最佳导演
- 最佳纪录片
- 最佳编剧
- 最佳乐团表演
- 最佳影片
- 年度十大电影
- 最佳电影编辑
- 最佳外语片
- 最佳真人家庭电影
- 最佳化妆
- 最佳原创音乐
- 最佳改编得分
- 最佳原创剧本
- 最佳原创歌曲
- 最佳被忽略电影
- 最佳制作
- 最佳男配角
- 最佳女配角
- 最佳视觉效果
- 最佳青年男主角
- 最佳青年女主角
- 最佳表演

## 多奖得主
| 多奖     | 作品                  | 奖项 | 年   | 备注  |
| -------- | --------------------- | --- | ---- | ----- |
| 十奖得主 | 《指环王：护戒使者》  | 最佳影片、最佳导演、最佳乐团表演、最佳改编剧本、最佳服装设计、最佳原创音乐、最佳原创歌曲、最佳摄影、最佳制作、最佳视觉效果 | 2001 |       |
| 九奖得主 | 《指环王：王者归来》  | 最佳影片、最佳导演、最佳改编剧本、最佳电影编辑、最佳原创音乐、最佳摄影、最佳制作、最佳视觉效果、最佳化妆                   | 2003 |       |
| 九奖得主 | 《艺术家》            | 最佳影片、最佳导演、最佳男主角、最佳女配角、最佳原创剧本、最佳原创音乐、最佳电影剪辑、最佳服装设计、最佳摄影突破           | 2011 | [ 1 ] |
| 八奖得主 | 指环王：双塔奇兵      | 最佳影片、最佳合奏表演、最佳改编剧本、最佳原创歌曲、最佳摄影、最佳化妆、最佳视觉效果、最佳制作                             | 2002 |       |
| 七奖得主 | 《贫民百万富翁》      | 最佳影片、最佳导演、最佳电影剪辑奖、最佳编剧、最佳原创音乐、最佳镜头突破、最佳突破青年                                     | 2008 | [ 2 ] |
| 六奖得主 | 《全面启动》          | 原创剧本、最佳电影编辑、最佳原创音乐、最佳视觉效果、最佳制作                                                               | 2010 |       |
| 五奖得主 | 《飞行者》            | 最佳影片、最佳导演、最佳摄影、最佳服装设计、最佳制作                                                                       | 2004 |       |
| 五奖得主 | 《断背山》            | 最佳男主角、最佳男配角、最佳女配角、最佳改编剧本、最佳摄影                                                                 | 2005 |       |
| 五奖得主 | 《地心引力》          | 最佳导演、最佳摄影、最佳制作、最佳电影剪辑、最佳视觉效果                                                                   | 2013 |       |
| 四奖得主 | 《美丽心灵》          | 佳男主角、最佳女配角、最佳导演、最佳改编剧本                                                                               | 2001 |       |
| 四奖得主 | 《天上人间》          | 最佳女主角、最佳导演、最佳原创剧本、最佳原创音乐                                                                           | 2002 |       |
| 四奖得主 | 《酒佬日记》          | 最佳男配角、最佳乐团表演、最佳改编剧本、最佳原创音乐                                                                       | 2004 |       |
| 三奖得主 | 《迷上癮》            | 最佳女演员、最佳女配角、最佳电影编辑                                                                                       | 2000 |       |
| 三奖得主 | 《撞车》              | 最佳乐团表演、最佳原创剧本、最佳年度突破导演                                                                               | 2005 |       |
| 三奖得主 | 《金刚》              | 最佳制作、最佳视觉效果、最佳胶卷                                                                                           | 2005 |       |
| 三奖得主 | 《逃离德黑兰》        | 最佳影片、最佳改编剧本、最佳电影剪辑                                                                                       | 2012 |       |
| 三奖得主 | 《南方的野兽》        | 最佳女青年表演、最佳突破、最佳幕后摄影                                                                                     | 2012 |       |
| 三奖得主 | 《月升王国》          | 最佳原创剧本、最佳乐团表演、最佳制作                                                                                       | 2012 |       |
| 三奖得主 | 《为奴十二年》        | 最佳影片、最佳女配角、最佳改编剧本                                                                                         | 2013 | [ 3 ] |
| 三奖得主 | 《冰雪奇缘》          | 最佳动画片、原创音乐、原创歌曲                                                                                             | 2013 |       |
| 二奖得主 | 《靈魂的重量》        | 最佳女主角、最佳合作表演                                                                                                   | 2003 |       |
| 二奖得主 | 《無痛失戀》          | 最佳原创剧本、最佳电影编辑                                                                                                 | 2004 |       |
| 二奖得主 | 《西班牙英语》        | 年度最佳青年女演员、年度最佳突破                                                                                           | 2004 |       |
| 二奖得主 | 《雷之心靈傳奇》      | 最佳男主角、最佳音乐 | 2004 |       |
| 二奖得主 | 《查理和巧克力工厂》  | 最佳青年男演员、最佳原创音乐                                                                                               | 2005 |       |
| 二奖得主 | 《罪恶之城》          | 最佳电影剪辑、最佳化妆 | 2005 |       |
| 二奖得主 | 《窈窕老爸》          | 最佳女主角、最佳原创音乐                                                                                                   | 2005 |       |
| 二奖得主 | 《凡爾賽拜金女》      | 最佳艺术指导、最佳服装设计                                                                                                 | 2006 |       |
| 二奖得主 | 《少年奇幻漂流》      | 最佳摄影、最佳视觉效果 | 2012 | [ 4 ] |
| 二奖得主 | 《007：大破天幕杀机》 | 最佳原创歌曲、最佳原创音乐                                                                                                 | 2012 |       |
| 二奖得主 | 《00:30凌晨密令》     | 最佳导演、最佳女主角 | 2012 |       |
| 二奖得主 | 《达拉斯买家俱乐部》  | 最佳男主角、最佳男配角 | 2013 |       |